# نیکون کولپیکس اس۳
نیکون کولپیکس اس۳ (به انگلیسی: Nikon Coolpix S3) یک دوربین عکاسی کامپکت ساخت شرکت نیکون است.